# Koen Lenaerts
Koen Lenaerts (Mortsel, 20 dicembre 1954) è un giurista e docente belga, è Presidente della Corte di giustizia dell'Unione europea. È anche professore di diritto europeo presso la Katholieke Universiteit Leuven ed è stato membro del gruppo Coudenberg, un think tank federalista belga.

## Biografia

### Formazione
Lenaerts ha studiato giurisprudenza nelle università di Namur e Lovanio, laureandosi con il massimo dei voti. Nel 1978, ha completato un Master of Laws (LL.M.) presso l'Harvard University, laureandosi un anno dopo con un Master in Pubblica Amministrazione (MPA). Ha quindi iniziato a lavorare alla Katholieke Universiteit Leuven come assistente di ricerca e ha conseguito il dottorato lì nel 1982 con un lavoro comparativo sui precedenti costituzionali della Corte di giustizia europea e della Corte suprema degli Stati Uniti.

### Carriera
Dal 1983 Lenaerts è professore di diritto europeo presso la Katholieke Universiteit Leuven e direttore dell'Istituto di diritto europeo. È anche condirettore di numerose riviste giurisprudenziali come Europarecht, European Law Review, Cahiers de Droit européen e European Constitution Law Review. È stato anche professore al Collegio d'Europa di Bruges dal 1984 al 1989 e professore ospite alla Harvard University dal 1988 al 1989.
Lenaerts ha iniziato la sua attività presso la Corte di giustizia europea nel 1984 come tirocinante legale con il giudice René Joliet. Dal 1986 è stato quindi avvocato per il Belgio presso la CGE. Nel 1988 è stato eletto membro dell'Academia Europæa. Dal 1989 al 2003 è stato giudice presso il Tribunale di primo grado europeo. Nel 2003 è stato eletto giudice della Corte di giustizia europea, di cui è stato vicepresidente dal 2012 al 2015. È presidente della Corte di giustizia europea dall'8 ottobre 2015; Il 10 ottobre 2021 è stato rieletto per un terzo mandato. Nel 1988 è stato eletto membro dell'Academia Europæa.
Nel 2004 Lenaerts è stato nobilitato barone dal re Alberto II del Belgio.

### Vita personale
Lenaerts è sposato e ha sei figlie. Parla fluentemente fiammingo, francese, inglese, spagnolo e tedesco. È considerato un "convinto europeo" e un "forte sostenitore dello stato di diritto".

## Pubblicazioni (Selezione)
- Constitutional Law of the European Union, 2. Aufl., London 2005, ISBN 0-421-88610-2 (mit Piet van Nuffel)
- The unity of European law and the overload of the ECJ: the system of preliminary rulings revisited, in: The future of the European judicial system in a comparative perspective, European constitutional law network series, Nr. 6, 2006, S. 211–239
- Constitutionalism and the many faces of federalism, in: The rule of law and the separation of powers, 2005, S. 491–549
- Towards a hierarchy of legal acts in the European Union? Simplification of legal instruments and procedures, in: European law review, 2005, S. 744–765 (mit Marlies Desomer)